# Văn hóa Do Thái

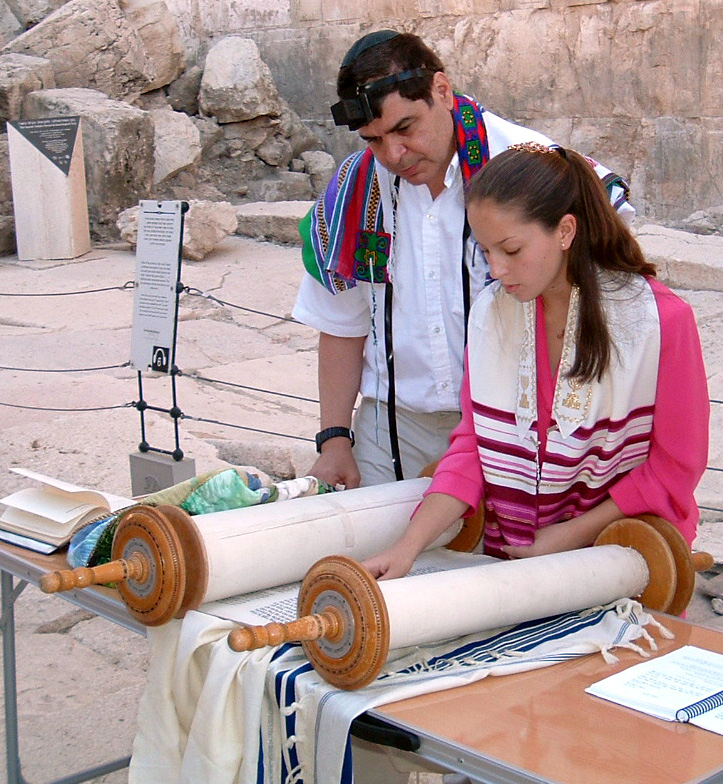
Trẻ em Do Thái được khuyến khích đọc sách, trân quý sách

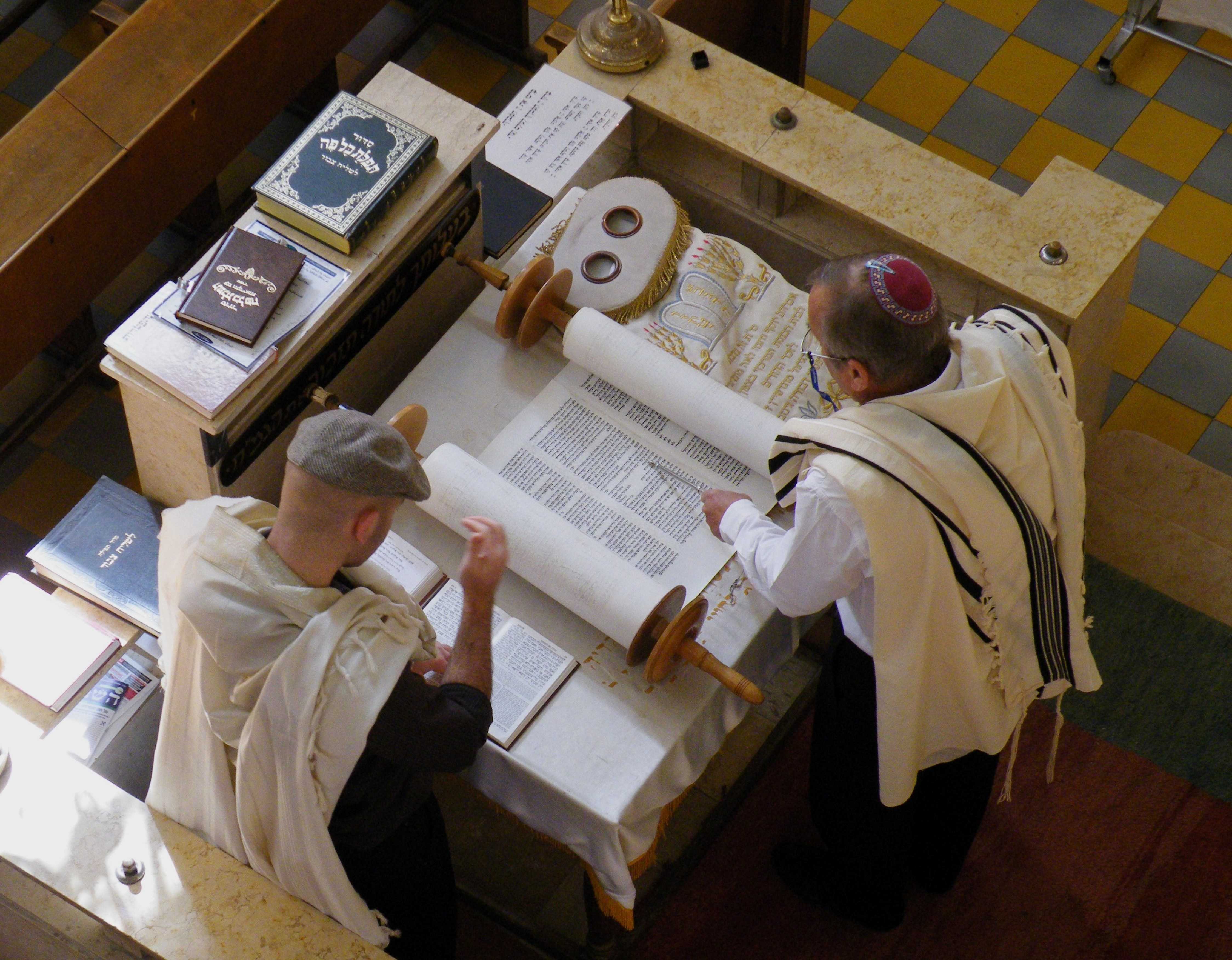
Người Do Thái có văn hóa đọc sách, coi trọng tiền bạc, làm giàu, vốn là bí quyết thành công

Văn hóa Do Thái (Jewish culture) là văn hóa của người Do Thái từ khi hình thành từ thời cổ đại cho đến thời đại hiện nay. Bản thân Do Thái giáo không phải là một tôn giáo dựa trên đức tin, mà là một thuyết chính thống (Orthopraxy) và là tôn giáo dân tộc liên quan đến hành động, thực hành và bản sắc văn hóa. Văn hóa Do Thái bao gồm nhiều khía cạnh, bao gồm tôn giáo và thế giới quan của người Do Thái, văn học Do Thái, triết học Do Thái, truyền thông và điện ảnh, nghệ thuật và kiến trúc, ẩm thực Do Thái và trang phục truyền thống, quan điểm về giới tính, hôn nhân, gia đình, phong tục và lối sống xã hội, âm nhạc và khiêu vũ. Một số yếu tố của văn hóa Do Thái đến từ Do Thái giáo, những yếu tố khác đến từ sự tương tác của người Do Thái với dân cư bản xứ sở tại, và những yếu tố khác vẫn đến từ động lực văn hóa và xã hội bên trong của cộng đồng. 
Hệ giá trị văn hóa Do Thái có thể quy về năm đặc trưng nổi bật gồm Tính cộng đồng dân tộc và sự tôn trọng cá nhân; Niềm tin mạnh mẽ; Bản lĩnh và nghị lực kiên trì; Tinh thần Chutzpah (táo bạo); Tính thông minh, sáng tạo, coi trọng tiền bạc, tài sản và làm giàu. Năm đặc trưng này đủ cho phép khu biệt dân tộc Do Thái với tất cả các dân tộc khác. Bất chấp việc người Do Thái từng bị xua đuổi ở châu Âu trong gần hai nghìn năm, họ không chỉ duy trì và phát triển bản sắc dân tộc mà trí tuệ của người Do Thái còn góp phần tạo nên nền tảng đạo đức xã hội phương Tây, định hình tư tưởng triết học và thế giới quan trong xã hội này, và là nguồn tư tưởng sáng tạo và sau tất cả những biến cố lớn của lịch sử, dân tộc Do Thái đều đạt được những thành tựu khiến cả thế giới ngưỡng mộ, người Do Thái không chỉ duy trì được tôn giáo, văn hóa, nòi giống, bản sắc của mình mà còn có sự ảnh hưởng to lớn trong cả khoa học tự nhiên và khoa học xã hội, đóng góp vào sự tiếng bộ chung của nhân loại trên mọi lĩnh vực.

## Dẫn luận
Trước thế kỷ XVIII, tôn giáo thống trị hầu như mọi khía cạnh của đời sống người Do Thái và truyền tải văn hóa. Kể từ khi thế tục hóa xuất hiện, nền văn hóa Do Thái hoàn toàn thế tục cũng xuất hiện tương tự. Tác giả Constantin Măciucă viết về sự tồn tại của "tinh thần Do Thái khác biệt nhưng không biệt lập" thấm vào văn hóa của những người Do Thái nói tiếng Yiddish. Gary Tobin, người đứng đầu Viện nghiên cứu cộng đồng và người Do Thái, nói về văn hóa truyền thống của người Do Thái: Sự phân đôi giữa tôn giáo và văn hóa không thực sự tồn tại. Mọi thuộc tính tôn giáo đều chứa đầy nét văn hóa; mọi hành vi văn hóa đều hàm chứa đầy tính tôn giáo. Bản thân các giáo đường Do Thái là trung tâm văn hóa Do Thái. Rốt cuộc, cuộc sống thực sự là gì? Thức ăn, các mối quan hệ, sự làm giàu. Cuộc sống của người Do Thái cũng vậy. Rất nhiều truyền thống của chúng ta vốn chứa đựng những khía cạnh của văn hóa. Hãy nhìn vào Passover Seder - về cơ bản nó là một rạp hát tuyệt vời. Nền giáo dục Do Thái và tôn giáo thiếu văn hóa không thú vị bằng. 
Yakov Malkin, Giáo sư về Thẩm mỹ và Hùng biện tại Đại học Tel Aviv đồng thời là người sáng lập và giám đốc học thuật của Trường Cao đẳng Meitar dành cho Do Thái giáo là Văn hóa ở Jerusalem, viết rằng: Ngày nay, rất nhiều người Do Thái thế tục tham gia vào các hoạt động văn hóa của người Do Thái, chẳng hạn như kỷ niệm các ngày lễ của người Do Thái như lễ hội lịch sử và thiên nhiên, thấm nhuần nội dung và hình thức mới hoặc ghi dấu các sự kiện trong vòng đời như ngày sinh, lễ bar/bat mitzvah, hôn nhân, và than khóc theo kiểu thế tục. Họ cùng nhau nghiên cứu các chủ đề liên quan đến văn hóa Do Thái và mối quan hệ của nó với các nền văn hóa khác, trong Havurot, các hiệp hội văn hóa và giáo đường thế tục, đồng thời họ tham gia vào các hoạt động chính trị và công cộng được điều phối theo các phong trào Do Thái thế tục, chẳng hạn như phong trào trước đây để giải phóng người Do Thái ở Liên Xô và các phong trào chống lại nạn tàn sát, phân biệt đối xử và ép buộc tôn giáo. Giáo dục thế tục nhân văn của người Do Thái khắc sâu các giá trị đạo đức phổ quát thông qua văn học cổ điển của người Do Thái và thế giới cũng như thông qua các tổ chức thay đổi xã hội mong muốn lý tưởng công lý và bác ái. 

## Bản sắc
Bí quyết sự thông minh, sáng tạo vượt trội của người Do Thái nằm ở ba hoạt động rất được coi trọng là đọc sách, giáo dục Do Thái và làm theo Kinh Torah. Dù lưu lạc ở đâu, người Do Thái cũng đều có tỷ lệ biết đọc, biết viết cao hơn hẳn người bản địa. Với người Do Thái, đọc sách không chỉ là một thói quen mà là một phẩm chất đạo đức tốt đẹp cần có của con người. Hình ảnh phổ biến của người Do Thái, từ trẻ em đến cụ già là luôn cầm quyển sách trên tay. Họ coi sách là “kho vàng” khơi dậy sức sáng tạo và khả năng tư duy để rồi từ đó hình thành nên trí tuệ được họ xem thứ quý hơn cả tiền bạc và của cải. Sách Talmud là Kinh Torah truyền khẩu, được xem là nơi khởi nguồn của trí tuệ Do Thái, là kim chỉ nam cho lối sống của người Do Thái. Theo truyền thống của người Do Thái, những cuốn sách phải được đặt ở đầu giường để tôn kính sách và cũng để đọc sách thường xuyên hơn để ở cuối giường là một hành động bất kính. Người Do Thái là dân tộc duy nhất trên thế giới không có người mù chữ xuất phát từ văn hóa đọc sách và truyền thống giáo dục gia đình. Nhờ có truyền thống đọc sách, dân tộc Do Thái đã sản sinh ra hơn 30% chủ nhân của giải thưởng Nobel.

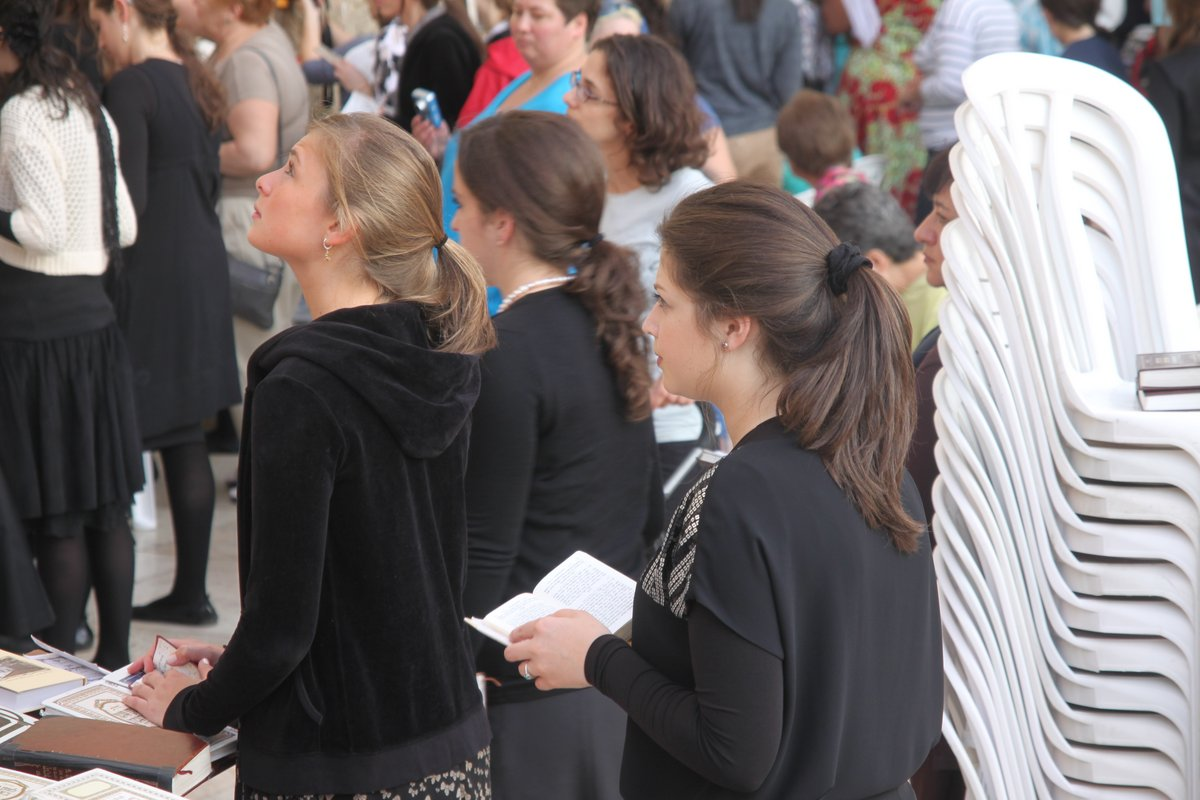
Trẻ em Do Thái đang cầu nguyện tập thể

Người Do Thái chăn nuôi du mục coi trọng cá nhân và đồng thời có tính cộng đồng dân tộc rất mạnh. Ở người Do Thái, nó được củng cố bởi tính cộng đồng dân tộc. Tính cộng đồng dân tộc cùng với việc coi trọng vai trò cá nhân đã giúp cho người Do Thái có đủ sức mạnh để kiên trì vượt qua sự đối xử phân biệt, sự bức hại của các nước láng giềng, sự hủy diệt của những đạo quân xâm lăng và của các quốc gia nơi họ sống lưu vong. Từ khi tái lập quốc năm 1948, người Do Thái ở Israel đã tạo dựng nên những Kibboutz là một cộng đồng gồm vài trăm người sống chung trong một làng theo ba nguyên tắc cơ bản: làm việc chung, ăn uống và tiêu pha chung. Mọi người trong Kibboutz đều bình đẳng. Người chỉ huy do Hội nghị Kibboutz bầu ra, làm việc theo nhiệm kỳ, luân phiên nhau, làm việc với hiệu quả cao, không có hiện tượng lạm dụng địa vị để tham nhũng. Sự thành công của các Kibboutz chính là sản phẩm của tính cộng đồng dân tộc cùng với sự tôn trọng vai trò cá nhân. 
Bên cạnh đó, đạo Do Thái đặc biệt coi trọng tài sản và tiền bạc và họ còn có đạo đức kinh doanh của người Do Thái. Đạo Do Thái rất chú trọng nguyên tắc làm cho mọi người cùng có tài sản, tiền bạc, cùng giàu có. Coi trọng tiền bạc là đặc điểm nổi bật ở người Do Thái, là phương tiện để bảo vệ mình và bảo vệ dân tộc, và hoàn cảnh ấy khiến người Do Thái sáng tạo ra nhiều biện pháp làm giàu rất khôn ngoan. Khi mang thai, bên cạnh việc lựa chọn đồ ăn rất kỹ lưỡng, các bà mẹ Do Thái thường nghe nhạc, chơi đàn, hát và làm toán đến khi sinh con. Họ tin rằng quá trình thai giáo này sẽ giúp bé trở nên thông minh. Trí thông minh chỉ có được nhờ rèn luyện qua tư duy phản biện, và tốt hơn là tranh luận. Sau này, khi Israel tuyên bố trở thành quốc gia độc lập, chiến sự vẫn không hề chấm dứt. Để xây dựng quân đội hiệu quả, người Israel được rèn luyện tinh thần Rosh gadol - tuân lệnh nhưng theo cách sáng tạo, nỗ lực và luôn luôn thách thức lãnh đạo, tư duy rosh gadol - dám chịu trách nhiệm, tuân lệnh cấp trên nhưng cũng không ngại đưa ra ý kiến phán xét cực đoan. 
Trong tiếng Do Thái thì “Chutzpah” có nghĩa là táo bạo, cả gan, khi dùng trong cụm từ “Tinh thần chutzpah” thì nó được hiểu là lòng dũng cảm, khí phách, nhiệt huyết, ham hiểu biết, sáng tạo không ngừng, và được xem là một phẩm chất đặc trưng của người Do Thái. Tinh thần Chutzpah là sáng tạo một cách dũng cảm, học hỏi từ thất bại, “thất bại thông minh”. Một nghiên cứu năm 2006 của Đại học Harvard cho thấy, những doanh nhân từng thất bại sẽ có cơ hội thành công cao hơn 20% ở lần khởi nghiệp tiếp theo. Israel được xem là môi trường tốt nhất ở Trung Đông và là một trong những nơi tốt nhất trên thế giới để khởi nghiệp, kể cả khi doanh nghiệp cũ bị phá sản. Hiện nay, bàn về phép màu kinh tế Israel, nhiều học giả Do Thái cho rằng, tính dám mạo hiểm của người nhập cư đóng một vai trò quan trọng. Tinh thần Chutzpah là cơ sở của tính dám mạo hiểm - một phẩm chất quan trọng của dân du mục mà người Do Thái là điển hình. Ở Israel, tính mạo hiểm là động lực cho các mô hình thử nghiệm. Nhờ tinh thần Chutzpah, người Do Thái đã đạt được những thành tựu vượt trội trong nhiều lĩnh vực.  

## Triết học

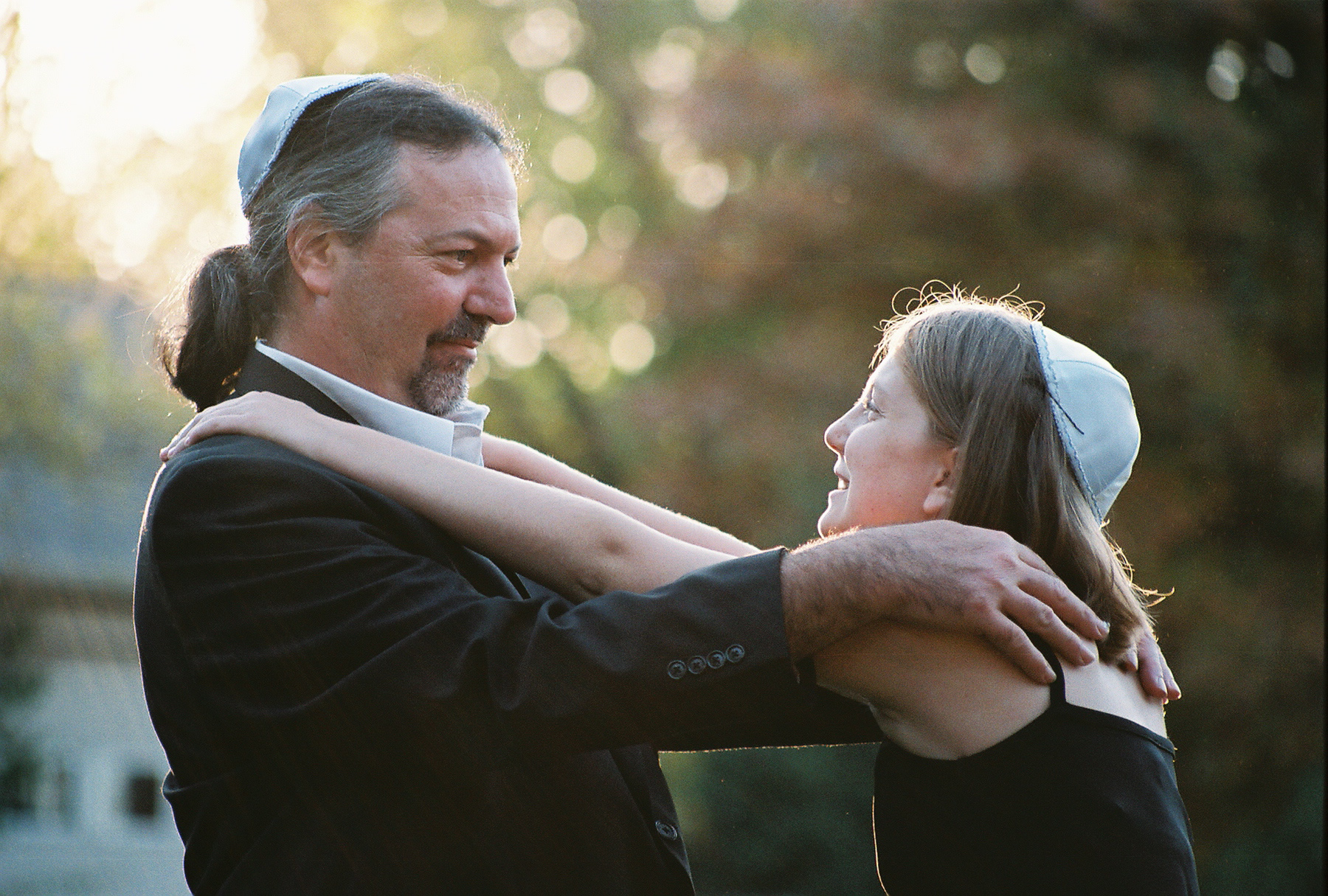
Trẻ em Do Thái được thừa hưởng nền tảng từ giáo dục gia đình

Triết lý Do Thái cổ đại được thể hiện trong kinh thánh. Theo Giáo sư Israel Efros, các nguyên tắc của triết học Do Thái bắt đầu từ chính kinh thánh, nơi có thể tìm thấy nền tảng của niềm tin độc thần của người Do Thái, chẳng hạn như niềm tin vào một vị thần, sự tách biệt giữa thần và thế giới và thiên nhiên (ngược lại với Thuyết phiếm thần) và sự sáng tạo ra thế giới. Các tác phẩm Kinh thánh khác gắn liền với triết học là Thi thiên chứa đựng những lời mời gọi ngưỡng mộ sự khôn ngoan của Đức Chúa Trời qua các tác phẩm của Ngài; từ điều này, một số học giả cho rằng, Do Thái giáo chứa đựng một dòng chảy triết học ngầm và Truyền đạo thường được coi là tác phẩm triết học đích thực duy nhất trong Kinh thánh tiếng Do Thái; tác giả của nó tìm cách hiểu vị trí của con người trên thế giới và ý nghĩa cuộc sống. 
Trong kỷ nguyên Hy Lạp, Do Thái giáo Hy Lạp mong muốn kết hợp truyền thống tôn giáo Do Thái với các yếu tố văn hóa và triết học Hy Lạp. Nhà triết học Philo đã sử dụng câu chuyện ngụ ngôn triết học để cố gắng kết hợp và hài hòa triết học Hy Lạp với triết học Do Thái. Công việc của ông cố gắng kết hợp Plato và Moses thành một hệ thống triết học. Ông đã phát triển một cách tiếp cận ngụ ngôn trong việc giải thích kinh thánh (kinh thánh), trái ngược với các cách tiếp cận giải thích theo nghĩa đen (lỗi thời). Những Chú giải ngụ ngôn của ông rất quan trọng đối với một số Giáo phụ Cơ đốc giáo và một số học giả cho rằng khái niệm của ông về Logos là nguyên tắc sáng tạo của Chúa đã ảnh hưởng sớm đến Christology (Kitô học là môn học "nghiên cứu về Chúa Kitô"). Tuy nhiên, các học giả khác phủ nhận ảnh hưởng trực tiếp nhưng nói rằng cả Philo và Cơ đốc giáo sơ khai đều vay mượn từ một nguồn chung. 
Triết học của người Do Thái trong Thời hiện đại được thể hiện qua các triết gia, chủ yếu ở châu Âu, chẳng hạn như Baruch Spinoza người sáng lập Chủ nghĩa Spinoza, tác phẩm của ông bao gồm Chủ nghĩa duy lý hiện đại và phê phán Kinh thánh và đặt nền móng cho Thời đại Khai sáng vào thế kỷ XVIII Những đóng góp của ông đã giúp ông được công nhận là một trong những nhà tư tưởng quan trọng nhất của triết học phương Tây cùng những người khác là Isaac Orobio de Castro, Tzvi Ashkenazi, David Nieto, Isaac Cardoso, Jacob Abendana, Uriel da Costa, Francisco Sanches và Moses Almosnino. Một kỷ nguyên mới bắt đầu vào thế kỷ XVIII với tư tưởng của Moses Mendelssohn. Mendelssohn được mô tả là Moses thứ ba, người bắt đầu một kỷ nguyên mới trong Do Thái giáo, cũng giống như các kỷ nguyên mới bắt đầu với nhà tiên tri Moses và với nhà tiên tri Moses Maimonides. Mendelssohn là một triết gia Người Do Thái gốc Đức, người có ý tưởng về sự phục hưng của người Do Thái châu Âu, tác phẩm Haskalah (Sự khai sáng của người Do Thái) mang ơn những ý tưởng của ông. Ông được coi là cha đẻ của đạo Do Thái cải cách, mặc dù những người phát ngôn của Cải cách đã "chống lại việc coi ông là người cha tinh thần của họ".